# Georg Schnurer

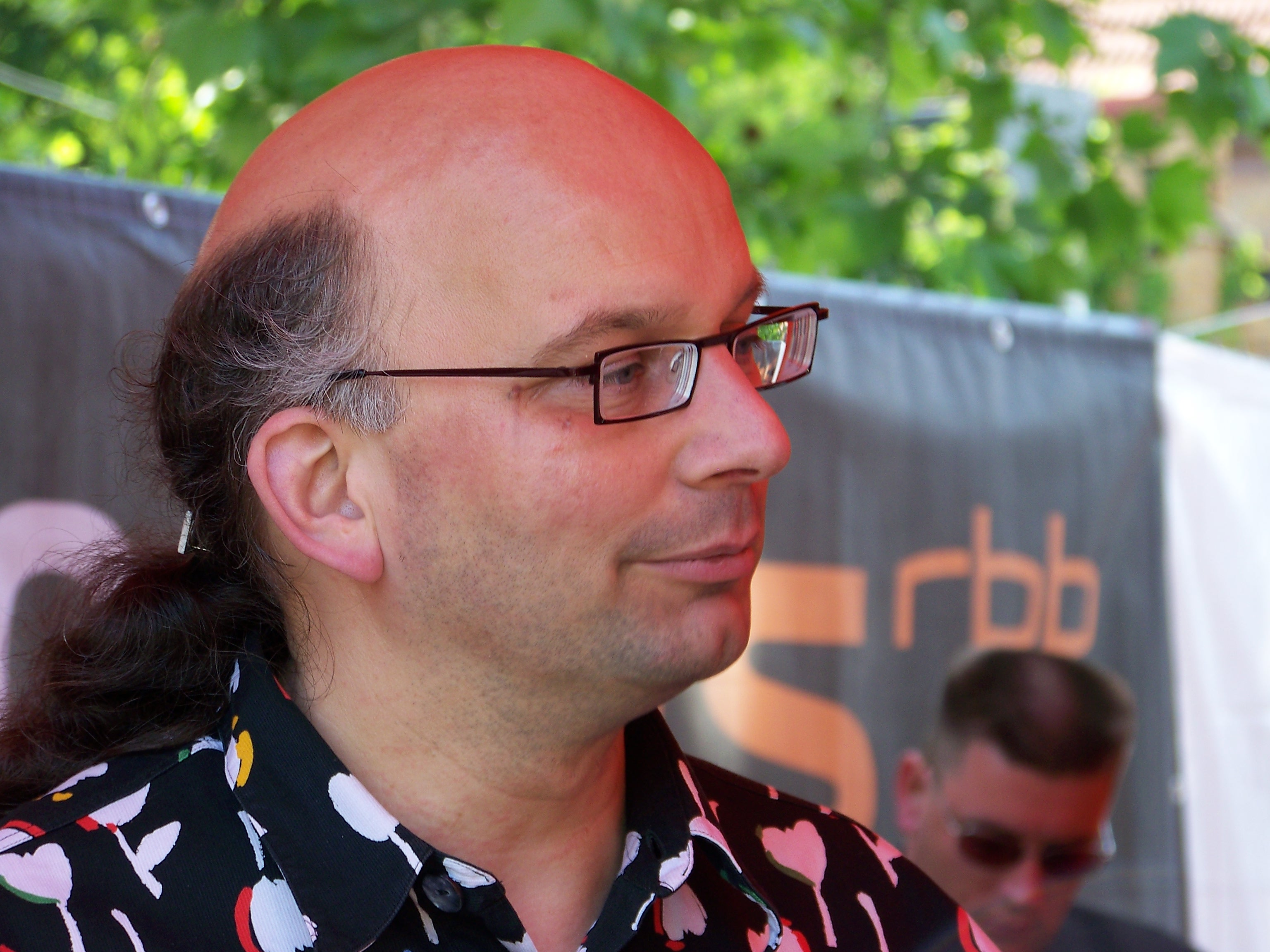
Georg Schnurer (2008)

Georg-Rudolf August Schnurer (* 19. April 1960 in Coburg) ist ein deutscher Journalist. Er war Chef vom Dienst der Computerzeitschrift c’t.

## Leben
Georg Schnurer studierte Elektrotechnik an der Universität Hannover. Seine Schwerpunkte waren Messtechnik und Informationselektronik. Er finanzierte sein Studium durch Softwareberatung und den Verkauf von Hardware. Am 1. Juli 1990 begann Schnurer ein Volontariat beim Verlag Heinz Heise. 1994 wurde er leitender Redakteur für das Ressort Test & Technik, war von 1995 bis 2016 stellvertretender c’t-Chefredakteur und fungierte seit 2018 als Chef vom Dienst. Er war dort insbesondere verantwortlich für den Bereich Hardware. 
Einer größeren Öffentlichkeit bekannt wurde Schnurer neben Mathias Münch als Moderator der Fernsehsendung c’t magazin.tv, die vom Hessischen Rundfunk von 2003 bis Juni 2011 produziert und in verschiedenen Dritten Programmen gesendet wurde. Außerdem war von 1999 bis 2012 ein Beitrag von Georg Schnurer als Experte ein fester Programmbestandteil in der Hörfunksendung Escape von Radio Eins (RBB). Ab dem 16. März 2014 waren Münch und Schnurer wieder „auf Sendung“, und zwar auf YouTube in der Reihe Technik Ranch, einem privaten Projekt der beiden Moderatoren. Ab Folge 97 moderierte Georg Schnurer die Technik Ranch kurze Zeit alleine, danach bis zur Folge 173 mit Wieland Morawietz. Nach einem Jahr Auszeit veröffentlichte er im Jahr 2019 sein bisher letztes Video der Technik Ranch.